# Fulfordiella
Fulfordiella là một chi rêu trong họ Pseudolepicoleaceae.